# ناتاشا آپانا
ناتاشا آپانا (به فرانسوی: Nathacha Appanah) زادهٔ ۲۴ مه ۱۹۷۳ در جزیرهٔ موریس، نویسنده و روزنامه‌نگار زن ساکن فرانسه است.

## زندگی‌نامه
ناتاشا دِوی پاتاردی آپانا (به فرانسوی: Nathacha Devi Pathareddy Appanah) از تبار هندیانی است که در سده‌های گذشته به جزیرهٔ موریس مهاجرت کردند. او ابتدا به عنوان روزنامه‌نگار با چند نشریه محلی به همکاری پرداخت. در ۱۹۹۸ در فرانسه مستقر شد و علاوه بر چند نشریه فرانسوی با رادیو بین‌المللی فرانسه (به فرانسوی: RFI) نیز وارد همکاری شد.
نخستین رمان خود را با عنوان صخره‌های پودر طلایی (Les Rochers de Poudre d’Or) با موضوع بهره‌کشی از کارگران هندی در مزارع نیشکر، در ۲۰۰۳ منتشر کرد. رمان آخرین برادر (Le Dernier Frère) در ۲۰۰۷ برایش «جایزهٔ ادبی رمان فناک» (prix du roman Fnac) را به همراه داشت. در انتظار فردا (En attendant demain) و آسمان بر فراز بام (Le ciel par-dessus le toit) از دیگر رمان‌های او هستند. 
او در 2017 برندۀ جایزه آنا دو نوآی نیز شده است.
آپانا حدود ۱۰ رمان در کارنامهٔ ادبی خود دارد؛ برخی از آنها به زبان انگلیسی ترجمه شده‌است.